# بیت‌استمپ
بیت‌استمپ (انگلیسی: Bitstamp) شرکت خدمات مالی و صرافی ارز دیجیتال بریتانیایی است، که در سال ۲۰۱۱ تأسیس شد.